# Хейзелхатч
Хейзелхатч (англ. Hazelhatch; ирл. Collchoill) — деревня в Ирландии, находится в графстве Килдэр (провинция Ленстер) у региональной дороги R405.
Местная железнодорожная станция была открыта 4 августа 1846 года и закрыта для товароперевозок 9 июня 1947 года.